# Park Choong-kyun
Park Choong-kyun (coréen : 박충균), né le 20 juin 1973, est un entraîneur sud-coréen de football. Ancien international sud-coréen, il évoluait au poste de défenseur.

## Biographie

### Carrière de joueur

#### Carrière en club
Park Choong-kyun effectue sa formation à l'université de Konkuk entre 1992 et 1995. Il fait ses débuts professionnels au Suwon Samsung Bluewings en 1996, année au cours de laquelle il dispute 10 rencontres et termine vice-champion. En 1998 il remporte avec son club le championnat de Corée du Sud.
Il évolue lors de son service militaire, entre 1999 et 2000, au Sangju Sangmu. L'année suivante, il regagne son club de Suwon, où il ne dispute que deux rencontres, avant de rejoindre Seongnam, club avec lequel il dispute neuf rencontres et inscrit son seul but en championnat. Il passe trois années au club Seongnam ponctuées de trois titres de champion.
Il rejoint en 2004 le Busan IPark, avec lequel il remporte la Coupe de Corée du Sud lors de sa première année au club. Il rejoint en 2006 le Daejeon Citizen. Il ne passe qu'une année au club avec 22 rencontres de championnat disputées. Il fait son retour au Busan IPark pour disputer une dernière année en tant que professionnel.

#### Carrière en sélection
Park Choong-kyun compte six sélections avec l'équipe de Corée du Sud. Il fait ses débuts internationaux en 1995, année au cours de laquelle il dispute trois rencontres internationales. Il doit attendre 2003 pour fait son retour international, disputant à nouveau trois rencontres pour son pays.
Il compte également 30 sélections et trois buts inscrits en faveur de l'équipe olympique. Il est membre de la sélection qui prend part aux Jeux olympiques 1996. Il ne dispute toutefois aucun match lors de ce tournoi.

### Carrière d'entraîneur
Park Choong-kyun commence sa carrière d'entraineur dans son ancien club, Seongnam, en dirigeant l'équipe des moins de 15 ans. En 2010, il devient sélectionneur de Guam. Il dirige la sélection pendant un an. Au cours de son court mandat il ne dispute que deux rencontres, non officielles, contre les Mariannes du Nord, et contre une sélection de l'Université de Senshu.
Il retourne en Corée du Sud l'année suivante pour entraîner l'équipe réserve de l'Ulsan Hyundai. Entre 2012 et 2013, il est l'entraîneur adjoint de l'équipe nationale de Corée du Sud. Depuis 2013, il officie également en tant qu'adjoint au Jeonbuk Hyundai Motors,.

## Palmarès
| Suwon Samsung Bluewings - Championnat de Corée du Sud (1) : - Champion : 1998. - Vice-champion : 1996. - Ligue des champions de l'AFC (1) : - Vainqueur : 2000-2001. - Supercoupe d'Asie de football (1) : - Vainqueur : 2001. |  | Seongnam - Championnat de Corée du Sud (3) : - Champion : 2001, 2002, 2003. - Coupe de la Ligue de Corée du Sud (1) : - Vainqueur : 2002. |  | Busan IPark - Coupe de Corée du Sud (1) : - Vainqueur : 2004. |